# Itame imitata
Itame imitata är en fjärilsart som beskrevs av Druce 1893. Itame imitata ingår i släktet Itame och familjen mätare. Inga underarter finns listade i Catalogue of Life.